# Sei la mia città
Sei la mia città è un singolo del cantante italiano Cosmo, pubblicato il 26 maggio 2017 come primo estratto dal terzo album in studio Cosmotronic.

## Descrizione
RTL 102.5 ha descritto il singolo come "Una dichiarazione d'amore ideale e utilizzabile da tutti a un punto fermo, un punto di ritorno, che sia la propria donna (o uomo), la famiglia, o proprio la città dove rifugiarsi dopo aver macinato Km da un palco ad un altro". Nella stessa intervista, il cantante piemontese ha parlato così del brano:

## Video musicale
Il videoclip, al quale collabora il regista Jacopo Farina, è interamente girato all'interno di un albergo.